# Anything for Jackson
Pour plus de détails, voir Fiche technique et Distribution.
Anything for Jackson est un film d'horreur canadien réalisé par Justin G. Dyck et sorti en 2020.

## Fiche technique
- Titre original : Anything for Jackson
- Réalisation :  Justin G. Dyck
- Scénario :
- Décors :
- Costumes :
- Photographie :
- Montage :
- Musique :
- Producteurs :
- Sociétés de production :
- Sociétés de distribution :
- Budget :
- Pays d'origine :  Canada
- Langue originale : anglais
- Genre : épouvante-horreur
- Durée :
- Dates de sortie : 
  -  Canada : 1 er septembre 2020 (Fantasia Film Festival)

## Distribution
- Sheila McCarthy : Audrey
- Julian Richings : Henry
- Konstantina Mantelos : Becker
- Josh Cruddas : Ian
- Yannick Bisson : Rory
- Lanette Ware : Detective Bellows
- Claire Cavalheiro : Talia
- Scott Cavalheiro : Colin
- Daxton William Lund : Jackson